# Irena Sznajder
Irena Sznajder (ur. 7 stycznia 1977) – polska lekkoatletka, sprinterka.

## Kariera
Wystąpiła na mistrzostwach Europy w 1998 w Budapeszcie w sztafecie 4 × 100 metrów, która została zdyskwalifikowana w eliminacjach. Na młodzieżowych mistrzostwach Europy w 1999 w Göteborgu zdobyła brązowy medal w sztafecie 4 × 100 metrów (która biegła w składzie: Monika Długa, Sznajder, Agnieszka Rysiukiewicz i Magdalena Haszczyc), a w biegu na 100 metrów zajęła 7. miejsce w finale.
Na mistrzostwach świata w 1999 w Sewilli zajęła 7. miejsce w finale biegu sztafetowego 4 × 100 metrów (polska sztafeta biegła w składzie: Zuzanna Radecka, Sznajder, Monika Borejza i Joanna Niełacna. Na letniej uniwersjadzie w 1999 w Palma de Mallorca zdobyła srebrny medal w sztafecie 4 × 100 metrów (w składzie: Rysiukiewicz, Borejza, Sznajder i Radecka).
Była brązową medalistką mistrzostw Polski w biegu na 100 metrów w 1999 oraz brązową medalistką w hali w biegu na 60 metrów w 2002.
Rekordy życiowe:
| Konkurencja        | Data i miejsce             | Wynik |
| ------------------ | -------------------------- | ----- |
| bieg na 100 metrów | 2 lipca 1999, Kraków       | 11,54 |
| bieg na 200 metrów | 112 września 1999, Wrocław | 23,73 |

Była zawodniczką Olimpii Grudziądz.